# Martin Stahnke
Martin Stahnke (Briesen, 11 novembre 1888 – Francoforte sul Meno, 28 febbraio 1969) è stato un canottiere tedesco.
Partecipa alle Olimpiadi 1908 di Londra. In quella occasione vince la medaglia di bronzo nella Due senza maschile con Willy Düskow.
Partecipa anche a Stoccolma 1912, senza andare a medaglia.